# Всеукраїнська асоціація музичних подій

Всеукраїнська асоціація музичних подій (англ. Ukrainian Association of Music Events, UAME) — громадська організація, заснована у 2019 році в Києві представниками музичної індустрії України.
Метою Асоціації є створення відкритого та сприятливого середовища для представників музичної спільноти, а також забезпечення підтримки та промоції національного музичного продукту.
UAME у своїй роботі сприяє діяльності вітчизняних музичних виконавців, гуртів, композиторів та авторів, музичних продюсерів, продюсерських центрів, лейблів, видавництв, студій звукозапису, музичних агенцій, менеджерів, організаторів музичних заходів, музичних спільнот та медіа, виконавців технічних робіт із підтримки музичних заходів, квиткових операторів та інших представників музичної індустрії.
Асоціація налічує 12 членів, серед яких: фестивалі Atlas Festival, Таврійські ігри; концертний майданчик клубу «Atlas»; організатори заходів «Master Show»; квиткові оператори «Gastroli.ua», «TickestBox»; медіахолдинг TAVR Media та музичний канал «М1»; технічні підрядники масових заходів «Ritmo» та «PROFI»; музичний гурт «Антитіла».

## Проєкти

### 2019

#### Growmada
Екологічно-соціальний проєкт, реалізований на 7 українських фестивалях (фестиваль Atlas, Файне Місто, Respublica, Zaxidfest, Khortytsia Freedom, Схід-Рок, ХерсON). Проєкт сприяв розвитку фестивальної культури шляхом впровадження екологічних практик, інклюзивних активностей та громадських платформ, залучаючи відвідувачів до соціального діалогу .
Результати проєкту:
- 1478 відвідувачів з інвалідністю
- 5 соціальних таксі
- 8 спеціальних платформ
- 7351 кг відсортованого сміття
- 252 волонтери

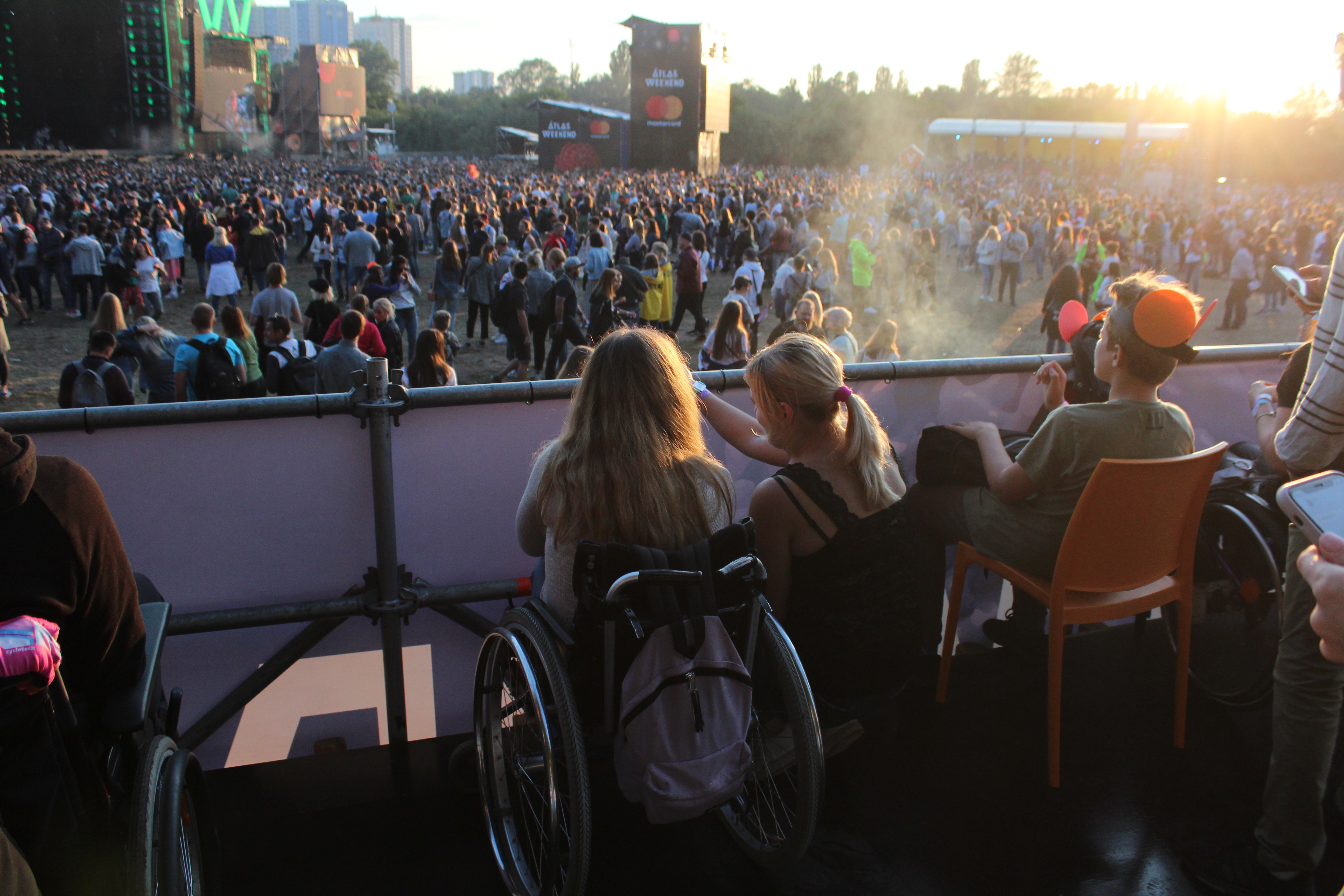
Оглядовий майданчик біля головної сцени фестивалю Atlas

- 156 ГО взяли участь у громадській алеї
- 36500 гостей, 12 спікерів, 1 лекторій

### 2020

#### Форум нічних мерів
Захід для обміну досвідом між нічними мерами України та Європи, спрямований на розвиток нічної культури, організований спільно із Night Ambassadors.
Перший форум відбувся за участю нічного амбасадора Львова – Chad Zoratly, нічного мера Вільнюса – Mark Adam Harold, нічного амбасадора Будапешта – Daniel G. Nemet, нічного мера Харкова – Артура Приймака, членів UAME та інших  .

#### Космічний Atlas Weekend
3D онлайн-фестиваль у співпраці з М1, організований в умовах пандемічних обмежень. Під час трансляції також піднімали теми домашнього насильства та нагадували правила соціальної дистанції.
У космічному “Atlas Weekend” 11 липня взяли участь такі артисти: Moзgi, Ingret, U_C, Michelle Andrade, NIKITA LOMAKIN та “Время и стекло” .
Проєкт отримав спеціальну нагороду YUNA.

### 2021

#### ЕКОном планету
Всеукраїнський екопроєкт, метою якого було превернення уваги українського суспільства до екологічних проблем природних місць України та держави в цілому. 
У межах проєкту відбувся автограф-тур української реперки alyona alyona по  METRO Waste Collection Point у Львові, Харкові, Києві, Одесі та Миколаєві. Відвідувачі, які принесли на переробку від 1 кг сміття, отримували автограф та мерч від реперки .

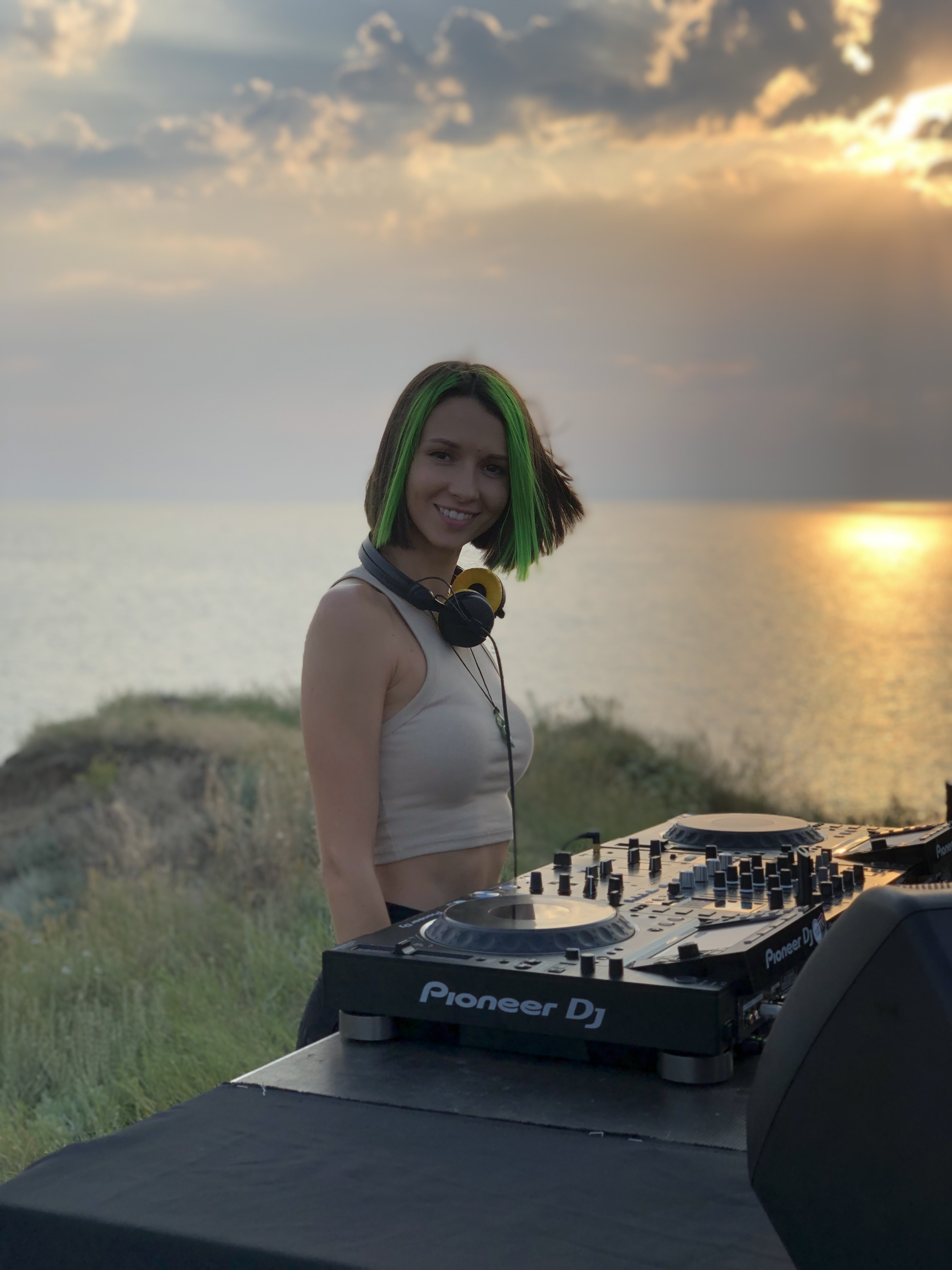
DJ-сет Miss Monique на Станіславських кручах

Іншою частиною проєкту стала серія діджей-сетів українських артистів на природних локаціях України:
- XENIA — острів Джарилгач
- Miss Monique — Станіславські кручі
- Mr. Sunny — озеро Синевир
- Arfeeva — Бакота
- Helen&Boys — гора Пивиха
- Daria Kolosova — рожеві озера Херсонщини
- Probass — станція «Памір»
- 2K DJ — Чорнобиль

Відео з виступів поєднували музику з краєвидами для привернення уваги до екологічних проблем. Проєкт поєднав електронну музику, екотуризм та візуальне мистецтво.

#### Проєкт BAZA

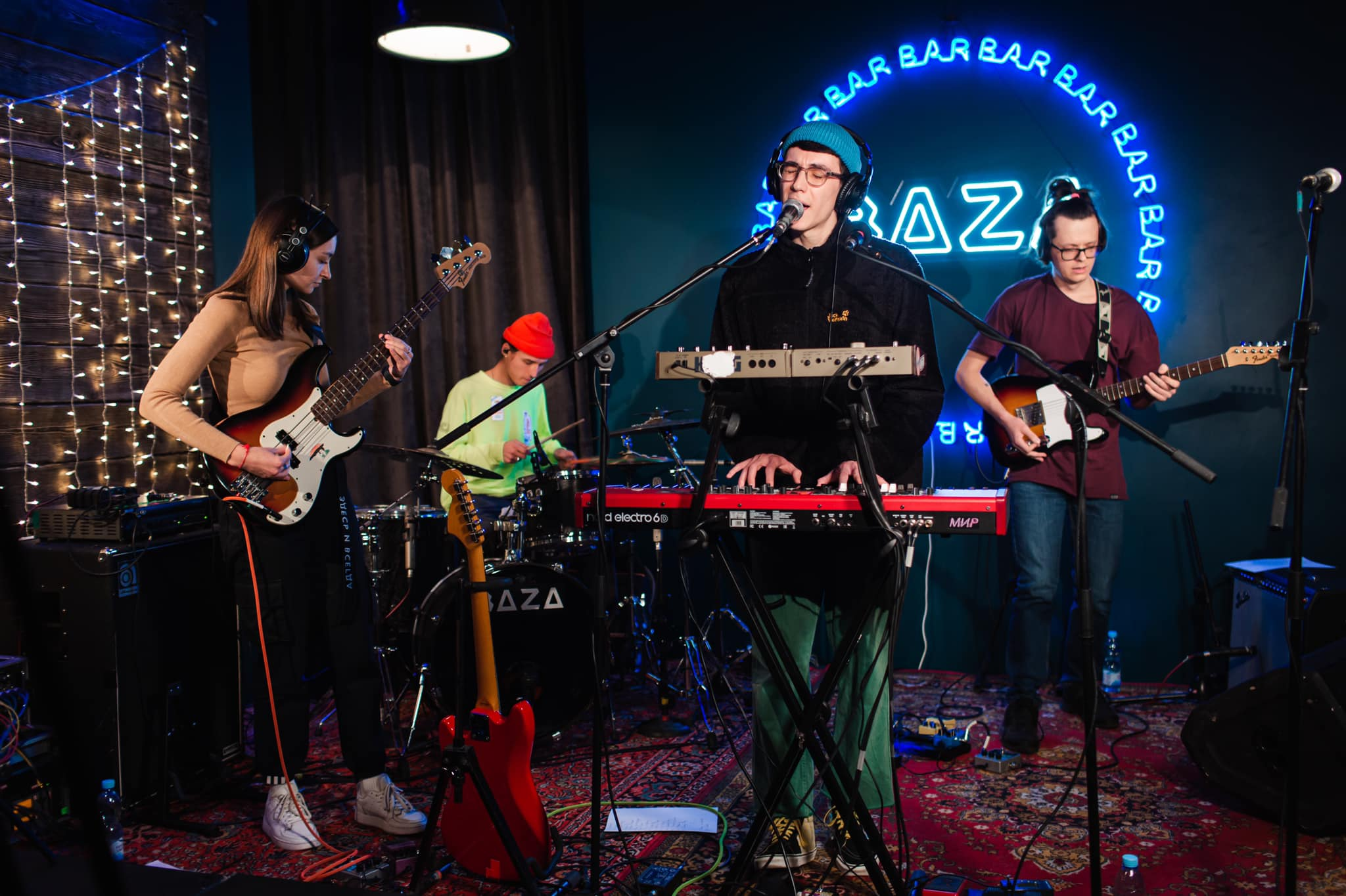
Виступ Hyphen Dash на BAZA

BAZA — це фізичний хаб для молодих представників різних музичних жанрів і напрямів. Метою проєкту є розширення можливостей для митців, надання їм доступу до ресурсів для створення музичного контенту, виступів та професійного розвитку. 
До проєкту долучилися українські музиканти, зокрема гурт Антитіла та Арсен Мірзоян, які взяли участь у живих витупах та підтримали молодих артистів.
Загалом було проведено 13 подій, під час яких виступили 12 артистів. Десять із виступів відбулися у відкритому форматі, ще два транслювалися онлайн — зокрема, сет Onita Boone та концерт Арсена Мірзояна.
Серед учасників проєкту:
- Антитіла Unplugged
- Ofliyan
- Kulshenka Band

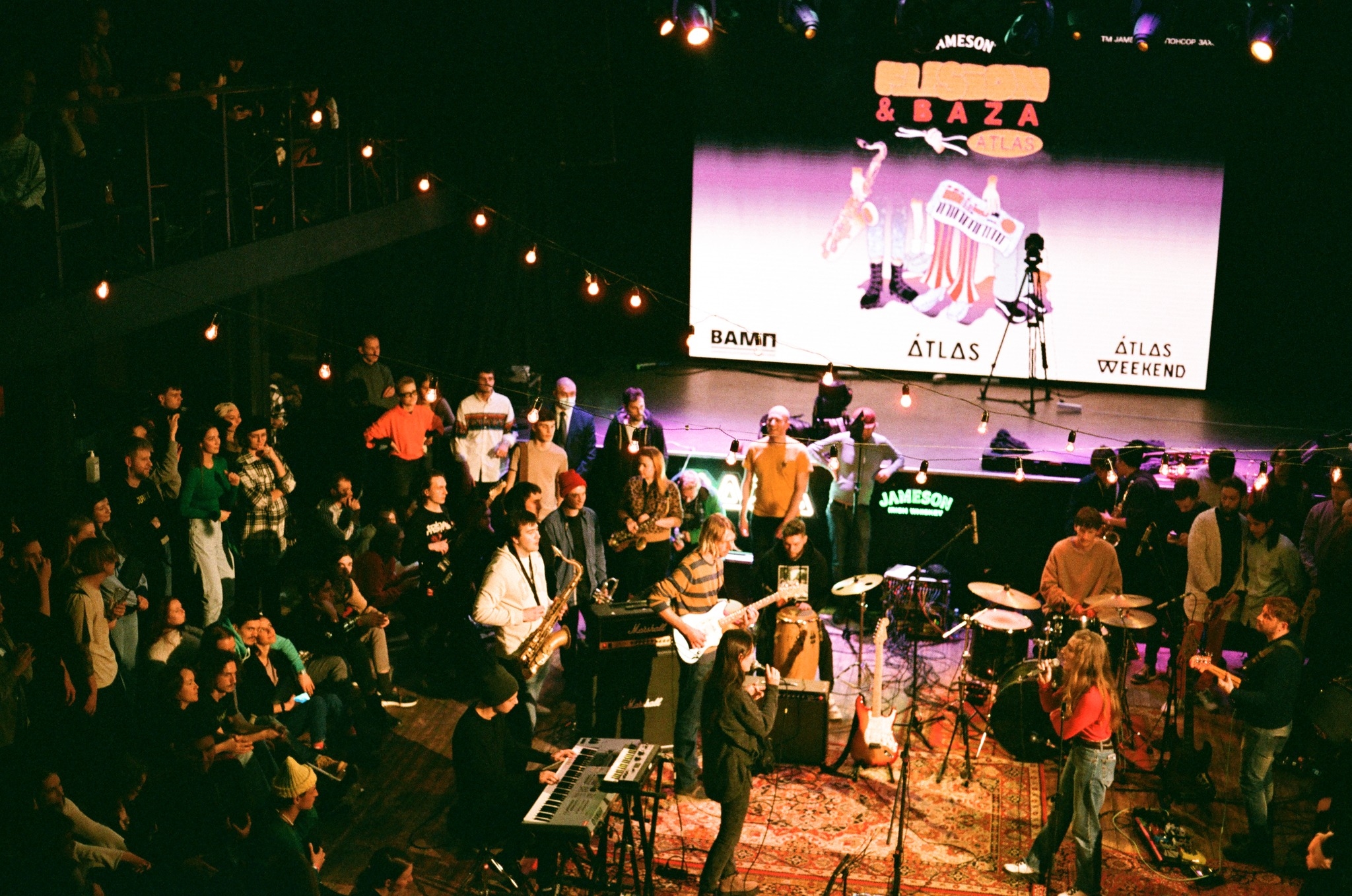
Jam-сесія від BAZA та FUSION JAMS, в якій взяло участь 132 музиканти

- Hyphen Dash + Otoy + The Lazy Jesus
- Mazhora
- Арсен Мірзоян
- Ingret
- Komissiya
- Onita Boone

Окрім основної програми, у рамках проєкту було реалізовано спільну подію з джазовою спільнотою FUSION JAMS. Захід відбувався у форматі відкритого джему, до якого міг долучитися будь-хто з охочих. Упродовж події у живій черзі участь у джемі взяли 132 музиканти.

### 2022

#### Music Saves Ukraine
Із початком повномасштабного вторгнення росії в Україну, Всеукраїнська асоціація музичних подій UAME переорієнтувала свою діяльність й 1 березня 2022 року заснувала гуманітарну ініціативу Music Saves Ukraine. Це некомерційна фандрейзингова ініціатива, створена у відповідь на гуманітарні виклики, пов’язані з війною, шляхом об’єднання зусиль представників музичної індустрії  .
Напрями діяльності ініціативи:
- Фандрейзинг — збір коштів у співпраці з фестивалями, артистами та музичними організаціями в Україні та за кордоном.
- Гуманітарна допомога — реагування на нагальні потреби цивільного населення, закупівля й передача необхідних ресурсів для ВПО, у прифронтові міста та постраждалі регіони.
- Відновлення культурної інфраструктури — підтримка відбудови пошкоджених закладів культури, закупівля обладнання, організація спеціальних заходів та проєктів.
- Культурна дипломатія — популяризація української культури та музики на міжнародному рівні, налагодження діалогу між представниками культурної сфери України та світу через співпрацю з музичними конференціями та іншими подіями.
- Підтримка українських виконавців — сприяння участі українських музикантів у міжнародних подіях, фестивалях і шоукейсах.

#### Фестивальний сезон 2022
В рамках першого фестивального сезону Music Saves Ukraine взяла участь у трьох європейських фестивалях. На чеському фестивалі Rock for People (Градець-Кралове) у співпраці з українським фестивалем Atlas та ініціативою Music Saves Ukraine була організована українська сцена, де виступили The Hardkiss, Latexfauna, Zbaraski, ВГНВЖ та Alina Pash, а також проведена дискусійна панель про ситуацію в Україні  .
На словацькому фестивалі Pohoda була створена українська зона з фотовиставкою, VR-експозицією про наслідки війни та благодійним мерчем. За підтримки ініціативи Академічний симфонічний оркестр Луганської обласної філармонії виступив на головній сцені на церемонії відкриття фестивалю . Серед українських артистів на фестивалі також виступили alyona alyona, Go_A, MIKLEI та STASIK .
На угорському фестивалі Sziget Music Saves Ukraine представила інформаційний стенд про артистів, які захищають Україну в лавах ЗСУ, включно з Андрієм Хливнюком, гуртом "Антитіла" та іншими. На фестивалі виступили 12 українських артистів, серед яких KAZKA, Ragapop, Alina Pash, Postman, Fo Sho, LUIKU, Constantine, krapka;KOMA, DJ Miura, Etapp Kyle, Daria Kolosova, E.Lina  . Організатори фестивалю у співпраці з ініціативою випустили благодійний мерч, кошти від продажу якого були спрямовані на допомогу українцям.

#### День Незалежності України у Вільнюсі

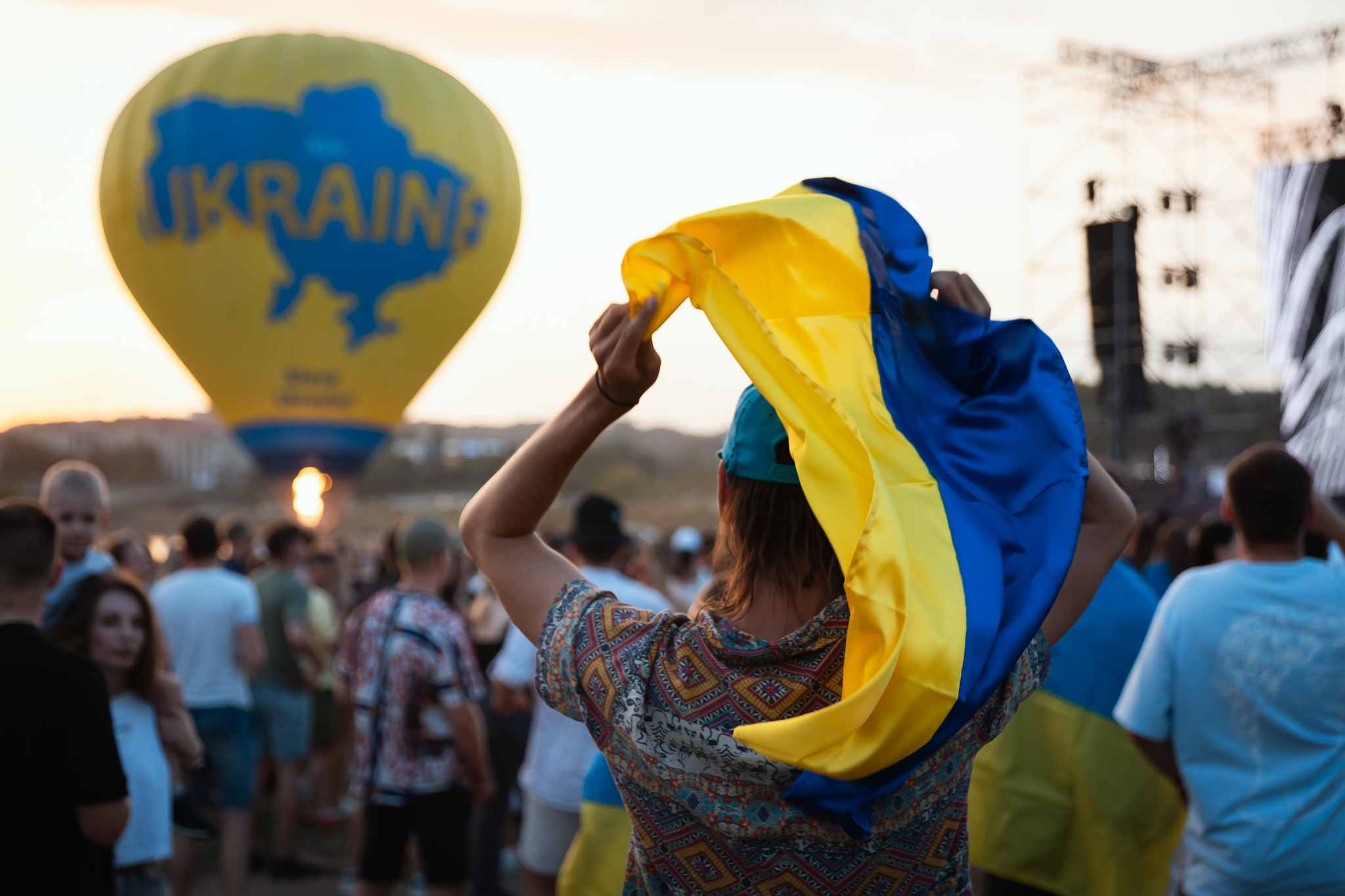
День Незалежності України у Вільнюсі 2022

24 серпня 2022 року у Вільнюсі відбулись заходи до Дня Незалежності України, співорганізатором яких виступила Всеукраїнська асоціація музичних подій. На центральній площі міста виступили українські електронні музиканти, зокрема дует ARTBAT .
На локації була розгорнута зона Music Saves Ukraine, де відвідувачі могли придбати благодійний мерч, відвідати VR-експозицію про війну в Україні та фотовиставку. Під час заходу було зібрано понад 1 мільйон гривень на гуманітарні потреби українців .

#### Music Ambassadors Tour
У грудні 2022 року UAME започаткувала Music Ambassadors Tour. Проєкт спрямований на зміцнення зв'язків між Україною та представниками музичної індрустрії з усього світу шляхом організації курованих поїздок Україною. Протягом цього туру гості бачать повсякденне життя українців в умовах війни, знайомляться з адаптацією музичної індустрії до воєнних реалій, та мають змогу оцінити наслідки російського вторгнення та познайомитись із гуманітарною діяльністю Music Saves Ukraine .
Учасники першого туру відвідали звільнений Херсон та Миколаїв, а також взяли участь у нетворкінг-подіях у Києві та Львові. У першому Music Ambassadors Tour взяли участь:
- Міхал Кащак — засновник фестивалю Pohoda (Словаччина)
- Логін Кочішкі — засновник фестивалю Taksirat (Македонія)
- Звяд Гельбакхіані — співзасновник клубу BASSIANI та фестивалю ISKRA (Грузія)
- Давід Лежава — директор ГО ACT 4 Culture (Грузія)
- Метью Грондін — керівник організації MTL 24/24 (Канада)
- Ільзе Янковська — публіцистка, волонтерка в Easy To Help
- Ральф Німчик — журналіст Rolling Stone Germany [22].

Після повернення додому учасники стали культурними амбасадорами України у своїх країнах. Вони діляться особистим досвідом та залучають свої професійні спільноти до допомоги Україні .
У 2023 році за результатами першого туру UAME у партнерстві з Night Ambassadors випустила документальний фільм, що розповідає про п'ятиденну подорож представників музичної індустрії Україною, їхні враження та досвід знайомства з реаліями війни.

### 2023

#### See, Hear, Feel Ukraine у Ліверпулі
З 5 по 13 травня 2023 року, в рамках Eurofestival у Ліверпулі, команда UAME | Music Saves Ukraine презентувала інтерактивну експозицію See, Hear, Feel Ukraine  .
Експозиція розповідала про сучасну українську музичну сцену та її трансформацію після початку повномасштабного вторгнення. Вона включала такі тематичні зони, серед яких:

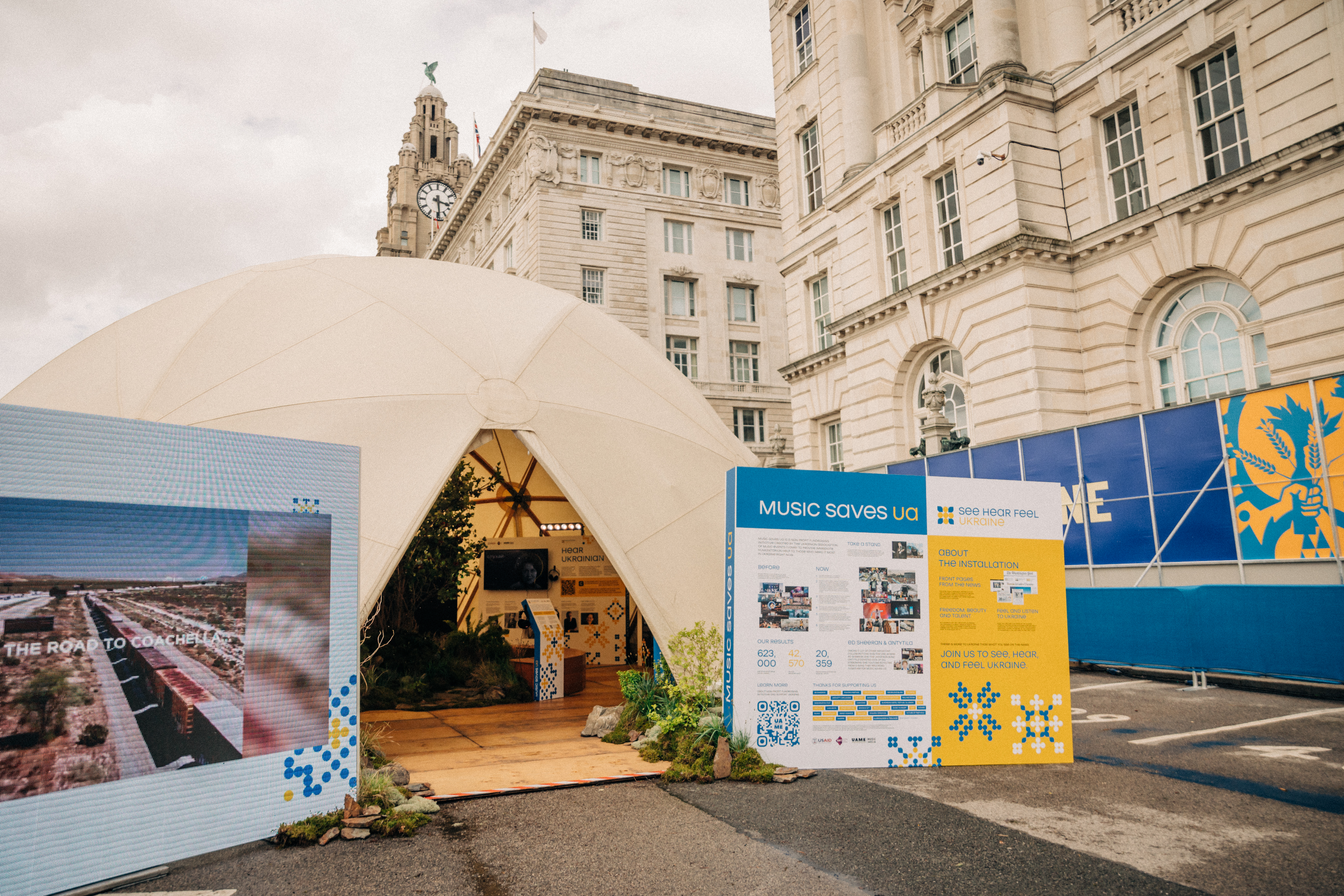
Купол інтерактивної експозиції See Hear Feel Ukraine у Ліверпулі

- «Made in Ukraine» — рекламні кампанії та музичні відео світових артистів, зняті в Україні
- «World Stage» — стенд про українців, відомих у світі
- «Four Notes That United the World» — історія «Щедрика»
- «Hear Ukrainian» — аудіозона з українською поезією (у партнерстві з проєктом «Слухай»)
- «Culture of Brave» — трансформація української музичної індустрії після 24 лютого 2022 року
- «See Ukraine» — краєвиди України та зруйновані будинки культури (з VR-окулярами від United24)
- «Ukrainian Memes» — стенд про українські інтернет-меми.

Виставку відвідало понад 37 000 осіб, серед яких були гості з різних країн, українці, які приїхали на Євробачення, та переселенці з України у Великій Британії . Серед відвідувачів: Юлія Саніна, Jamala, гурт «Антитіла», Тимур Мірошниченко, Євген Клопотенко, Ірина Горова, міністр культури України Олександр Ткаченко, посол України у Великій Британії Вадим Пристайко та парламентський міністр спорту, туризму, спадщини та громадянського суспільства Великої Британії Стюарт Ендрю.

#### Фестивальний сезон 2023
Улітку 2023 року команда UAME | Music Saves Ukraine співпрацювала з 19 європейськими фестивалями, 9 з яких відвідала фізично. Фестивальний сезон розпочався у червні на чеському Rock For People та завершився у вересні на німецькому Superbloom . За цей період було зібрано понад 86 000 євро, частину яких спрямували на допомогу Херсонській області після підриву Каховської ГЕС російськими військами .

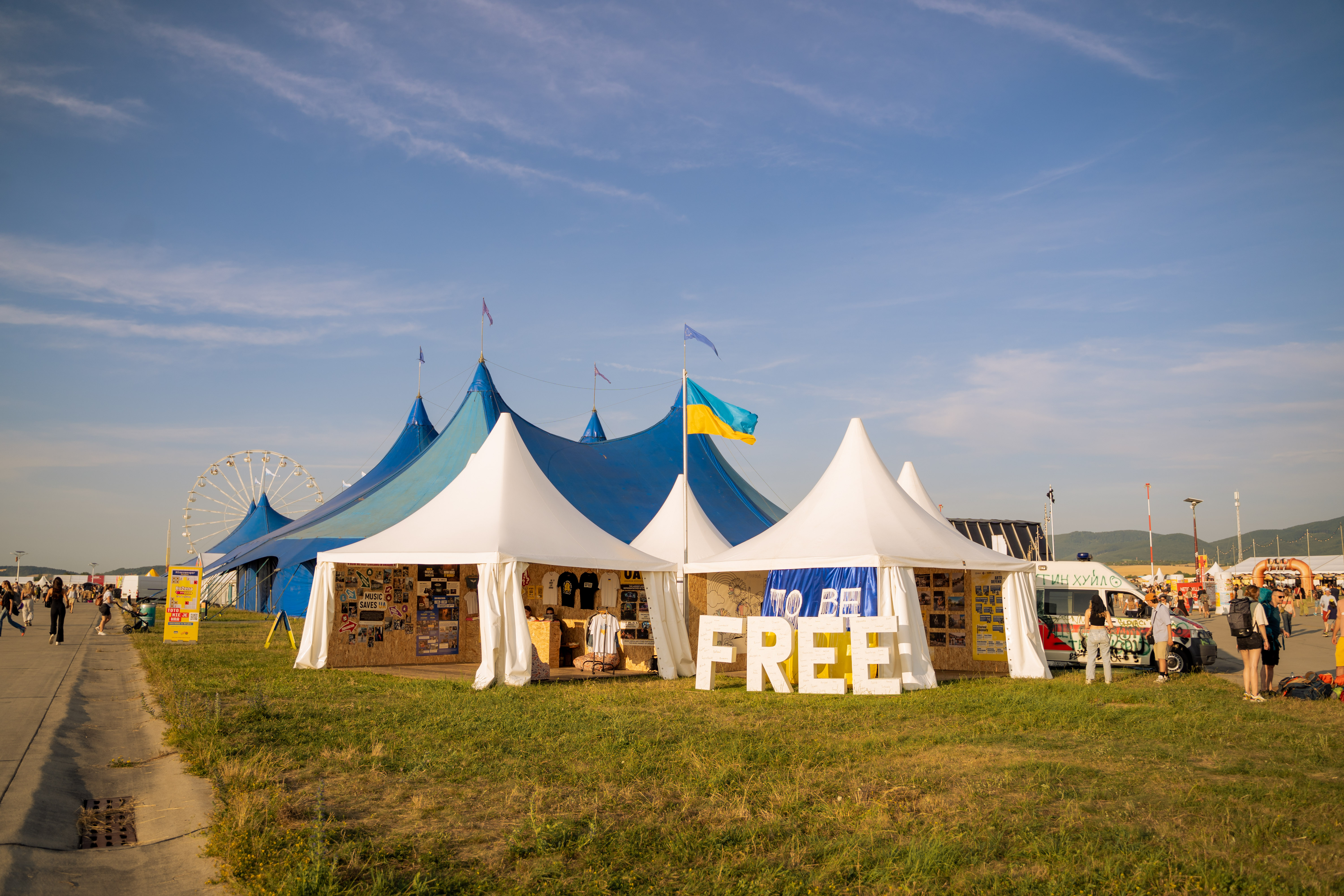
Тент Music Saves Ukraine на фестивалі Pohoda (Словаччина)

Команда UAME | Music Saves Ukraine фізично була присутня на таких фестивалях:
- Rock For People (Чехія)
- Metronome Prague (Чехія) [31]
- Les Eurockéennes de Belfort (Франція)[32]
- Pohoda Festival (Словаччина)
- Colours of Ostrava (Чехія)
- DAS FEST (Німеччина)
- ARTmania (Румунія)[33][34]
- Sziget (Угорщина)
- Superbloom (Німеччина) [35]

На цих фестивалях було створено інформаційні зони про російсько-українську війну та українських артистів, які беруть участь у бойових діях. Представники організації виступали на головних сценах фестивалів, брали участь у дискусійних панелях, сприяли виступам українських артистів та презентували документальний фільм про проєкт Music Ambassadors Tour.
Дистанційно UAME | Music Saves Ukraine працювала з фестивалями:
- Kesärauha (Фінляндія)
- Pinkpop (Нідерланди)
- Different Sounds (Польща)
- OpenAir St.Gallen (Швейцарія)
- Jarocin Festival (Польща)
- 66hodin (Словаччина)
- Provinssi (Фінляндія)
- Lowlands (Нідерланди)
- Summer Sound Festival (Латвія)[37]
- Mad Cool Festival (Іспанія)[38]

Були реалізовані різні форми співпраці: випуск благодійного мерчу (Open Air St. Gallen, Jarocin, Superbloom), екологічні ініціативи зі збору та переробки пляшок (Pohoda, Lowlands, Pinkpop), можливість переказати депозит з фестивальної тари на благодійність (DAS FEST, Summer Sound, Metronome Prague, 66hodin), збір пожертв з акредитованих гостей (Mad Cool, Kesärauha, Provinssi, Superbloom).

#### «Тримай Подкаст» 2 сезон
У грудні 2023 року UAME спільно з музичним медіа Bezodnya Music розпочали другий сезон подкасту «Тримай Подкаст». Ведучі — Макс Нагорняк та президент UAME Олександр Санченко. У подкасті обговорюються теми сучасної української музики та функціонування української музичної індустрії.

### 2024

#### Pohoda Loves Ukraine
27 січня 2024 року в Києві на майданчику Atlas відбулася подія Pohoda Loves Ukraine, організована UAME | Music Saves Ukraine та словацьким фестивалем Pohoda. Подія продемонструваkf солідарність словацького народу з українцями, особливо в контексті зміни політичного курсу нового уряду Словаччини.

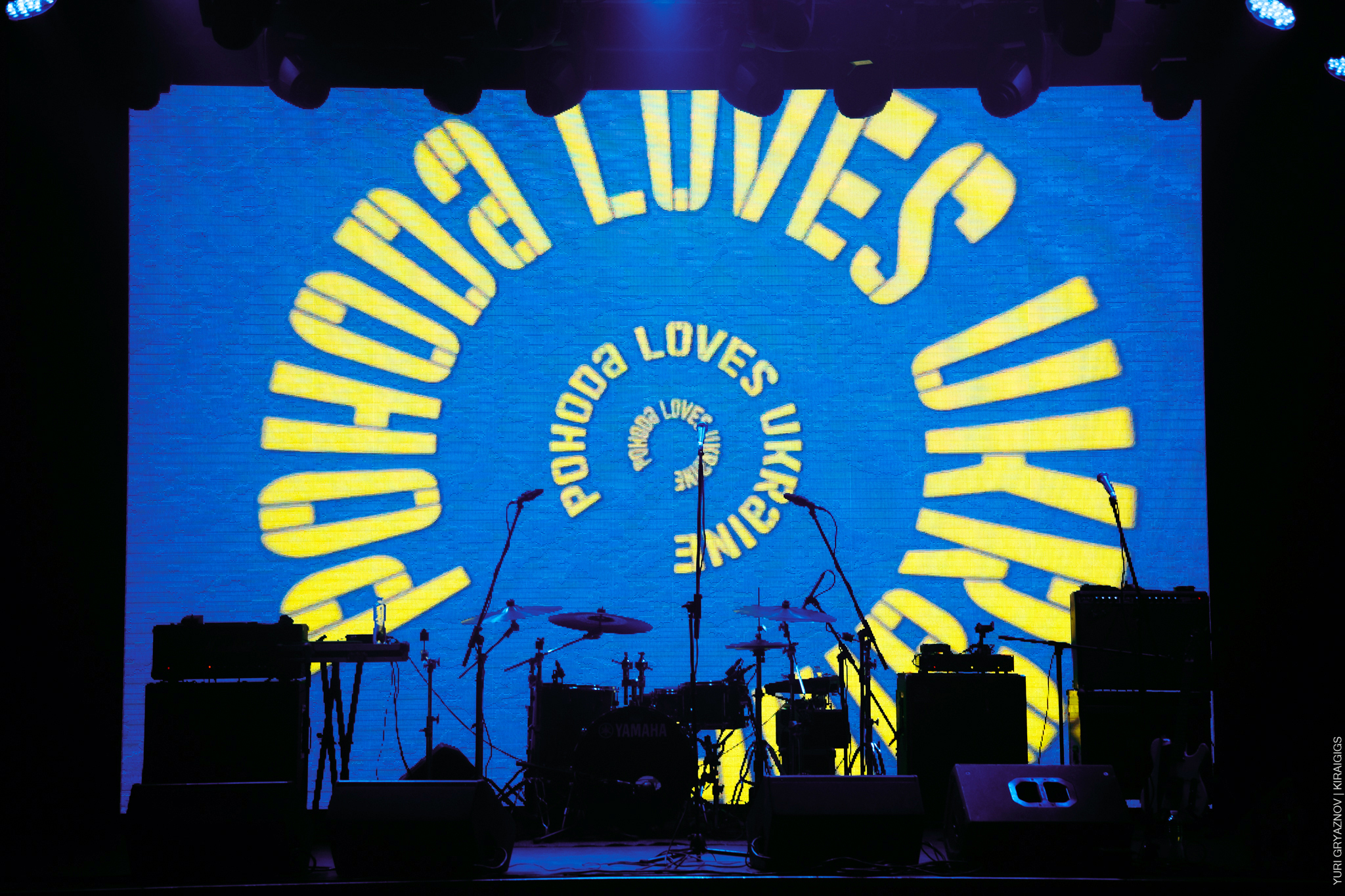
Pohoda Loves Ukraine у Києві

У програмі було вісім виступів на двох сценах — чотири словацьких, три українських та один чесько-словацький гурти. Серед виконавців — панк-гурт VBPS, в якому грає засновник фестивалю Pohoda Міхал Кащак (барабани і вокал), та Міхаель Кочаб — чеський музикант і колишній міністр з прав людини Чеської Республіки.
Подія включала дискусійні панелі: першу — про культурну та музичну дипломатію під час війни з українськими виконавцями, другу — з Міхалом Кащаком і Міхаелем Кочабом про їхній досвід як музичних і політичних активістів.
Словацька делегація привезла до України автомобілі швидкої допомоги для передової, на які збирали кошти Pohoda та словацький журналіст Владо Шімічек. Під час заходу було зібрано 2000 євро на придбання інерційної бігової доріжки для Київського інституту реабілітації, де лікують постраждалих від війни.
Під час події о 20:00 була оголошена повітряна тривога через загрозу балістичних ракет. Учасників та відвідувачів евакуювали до укриття на 95 хвилин, після чого подія продовжилася зі скороченими виступами. Цей інцидент отримав висвітлення у словацьких ЗМІ, у контексті заяв словацького уряду про відсутність війни в Києві.
Наступного дня іноземні гості відвідали Бородянку, щоб побачити наслідки російської окупації та ознайомитися з роботою місцевого Палацу культури.

#### Music Ambassadors Tour 2024
25-29 березня 2024 року Всеукраїнська асоціація музичних подій UAME провела другий Music Ambassadors Tour, за участю організаторів європейських фестивалів, музичних журналістів та культурних діячів.
Серед учасників туру були:
- Міхал Кащак — засновник фестивалю Pohoda (Словаччина)
- Крістоф Губер — голова Асоціації YOUROPE, директор фестивалю Open Air St.Gallen (Швейцарія)
- Вілле Койвісто — директор фестивалю Provinssi (Фінляндія)
- Маркус Вірш — представник DAS FEST, член Асоціації YOUROPE (Німеччина)
- Гіртс Майорс — засновник фестивалю Positivus (Латвія)
- Міхал Березняк — директор культурного центру «Nová Cvernovka», співзасновник Sharpe Festival (Словаччина)
- Роберт Вестерхольт — співзасновник та гітарист гурту Within Temptation (Нідерланди)
- Руперт Верекер — CEO DIY Music, видавець DIY Magazine (Велика Британія)
- Томек Хоукс — співзасновник лейблу Coastline Northern Cuts, букер Up To Date Festival (Польща)
- Стін Йоргенсен — генеральний директор майданчика VEGA, член керівного комітету Liveurope (Данія)

Учасники відвідали Київ, Ірпінь, Бородянку та Чернігів, де ознайомилися з роботою української музичної спільноти та побачили наслідки російської агресії. 28 березня в рамках проєкту відбулися панельні дискусії за участю гостей .
За результатами туру UAME випустила документальний фільм, що розповідає про п'ятиденну подорож представників європейської музичної індустрії Україною.

#### Фестиваль «Бути в Україні»
20 квітня 2024 року у Запоріжжі відбувся мистецько-музичний фестиваль «Бути в Україні», організований UAME у партнерстві з Програмою сприяння громадській активності «Долучайся!», що фінансується Агентством США з міжнародного розвитку (USAID) та здійснюється Pact в Україні. Подія орієнтувалась на підтримку мешканців прифронтових міст, внутрішньо переміщених осіб.

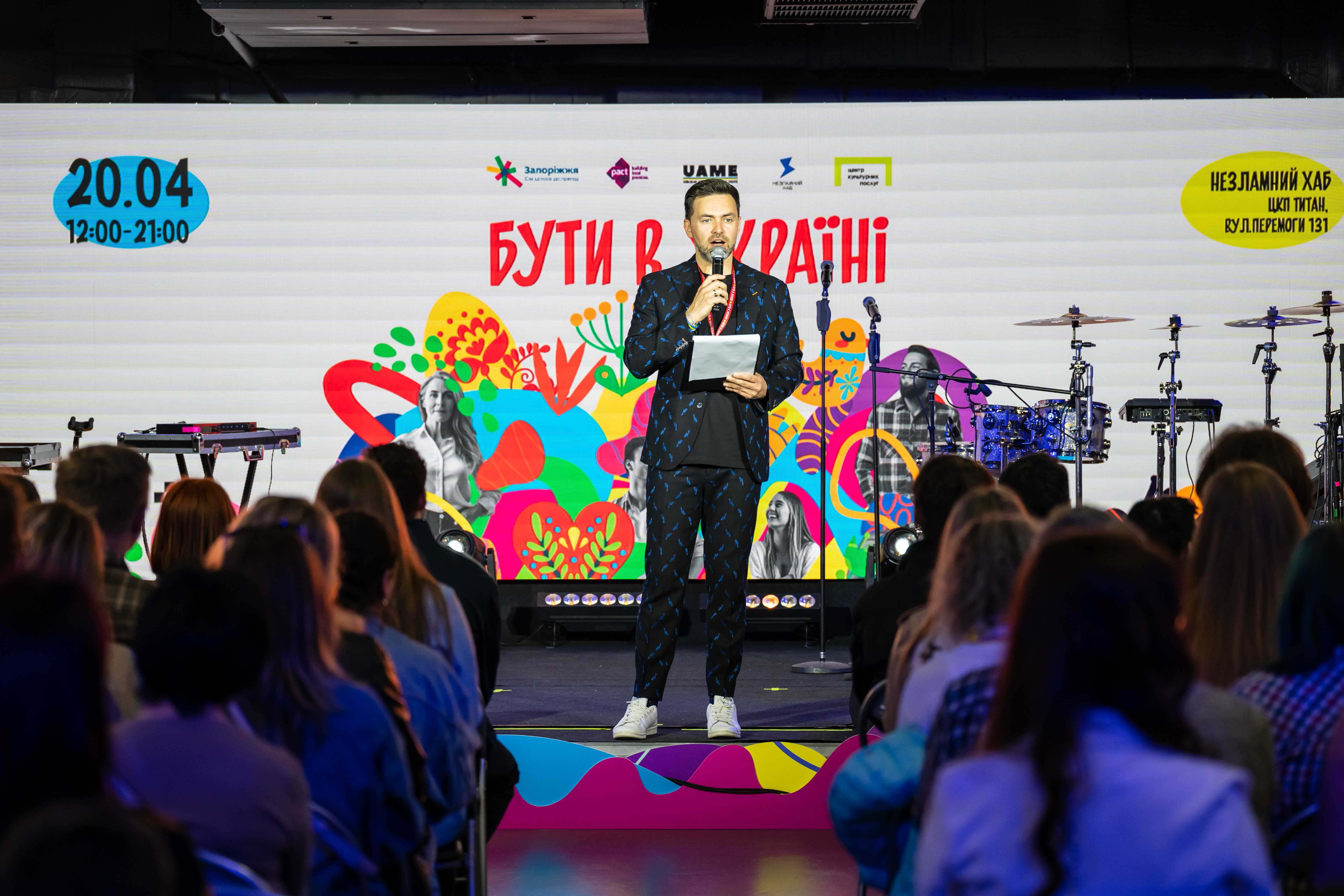
Фестиваль "Бути в Україні", Запоріжжя

У програмі фестивалю виступили гурти KAZKA, ADAM, документально-музичний проєкт «warнякання». Також відбулися лекції від Акіма Галімова (про історію України), YouTube-проєкту «ебаут» (про особисте життя під час війни), телевізійного продюсера Володимира Завадюка, майстер-класи, ярмарок локальних виробників та розваги для дітей. Ведучим заходу був Тимур Мірошниченко .
Заходи проходили у «Незламний Хаб» в палаці культури «Титан» .

#### Festivals for Ukraine Toolkit
У 2024 році UAME спільно з європейською асоціацією Yourope (European Festival Association) підготували посібник «Festivals for Ukraine Toolkit». Публікація призначена для організаторів заходів, які планують промоцію соціальних ініціатив — від збору коштів до підвищення обізнаності про соціальні питання.
Посібник включає досвід UAME у роботі з 60-ма фестивалями та музичними конференціями протягом 2022-2024 років. Він містить інструкції з впровадження фандрейзингових ініціатив, поради від UAME та їхніх партнерів, опис проєктів Music Saves Ukraine та їхні результати.
У січні 2025 року посібник був опублікований українською мовою .

#### Подкаст «Так історично склалося»
У червні 2024 року UAME у співпраці з Українським Музейним Товариством запустила подкаст «Так історично склалося», в якому гості обговорюють історію України через призму особистого сприйняття. Подкаст спрямований на розгляд впливу індивідуального вибору на формування історії та аналіз історичного досвіду.

#### Фестивальний сезон 2024
Улітку 2024 року UAME | Music Saves Ukraine співпрацювала з 16 європейськими фестивалями. Представники організації були присутні на заходах:

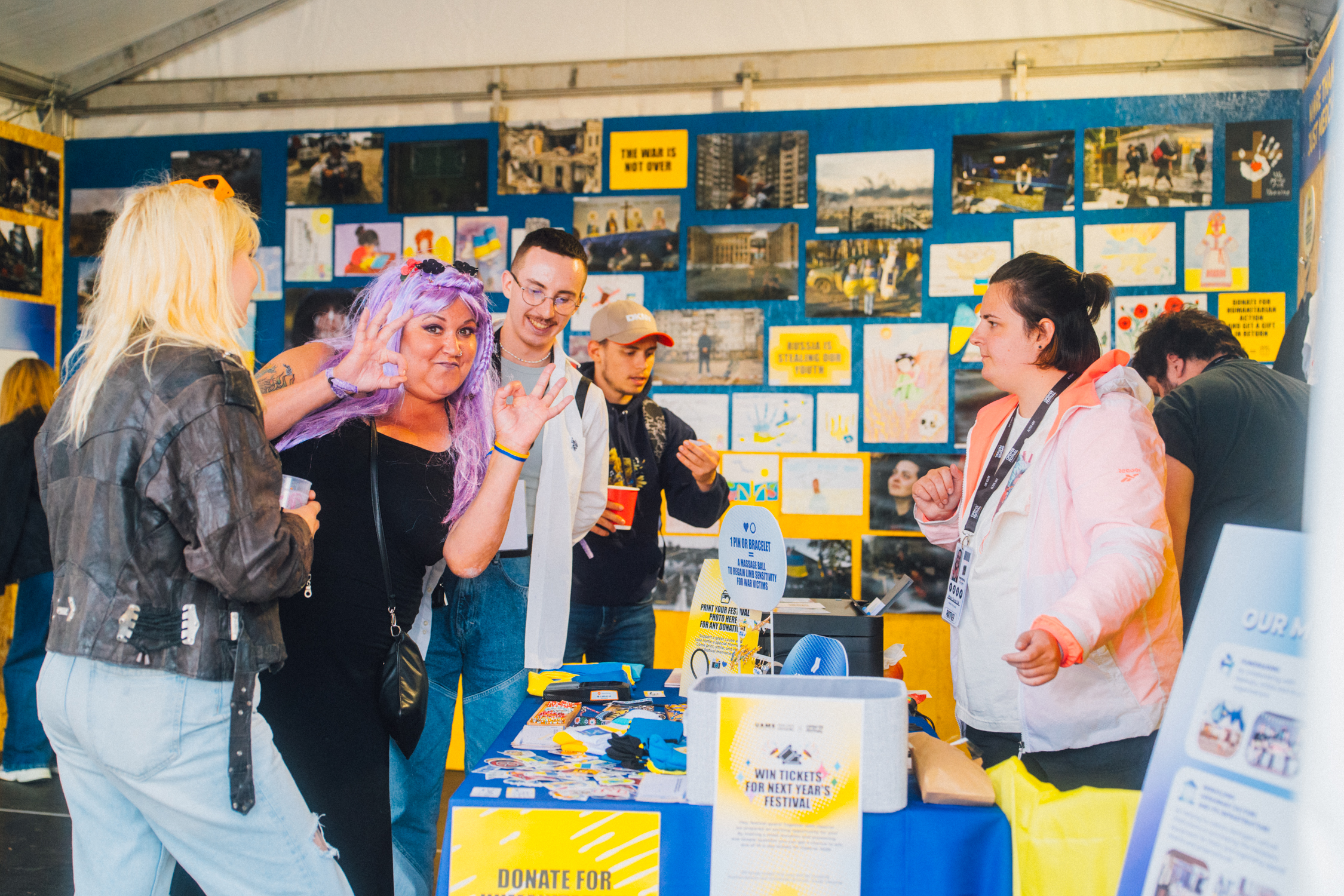
Тент Music Saves Ukraine на фестивалі Open'er (Польща)

- Electrum Up To Date Festival (Польща)
- Provinssi (Фінляндія)
- Open'er (Польща)
- Pohoda Festival (Словаччина)
- DAS FEST (Німеччина)
- ARTmania (Румунія)
- Sziget (Угорщина)
- Lowlands (Нідерланди)
- Три концерти гурту Die Ärzte в Берліні (Німеччина)

На цих заходах були встановлені інформаційні тенти із фотовиставкою родини Ліберових, актуальною інформацією про допомогу Україні, банерами з іменами українських артистів, які беруть участь у війні та вшановувала пам'ять полеглих у війні артистів. Відвідувачі могли придбати благодійний мерч, кошти від якого направлялися на гуманітарну допомогу. Також відбулись покази документального фільму Music Ambassadors Tour 2024.
Дистанційна співпраця відбувалась з фестивалями: Pinkpop (Нідерланди), OpenAir St. Gallen (Швейцарія), Les Eurockéennes de Belfort (Франція), 66 hodín (Словаччина), Positivus (Латвія), Summer Sound Festival (Латвія), Superbloom (Німеччина). Вона включала участь у дискусійних панелях та збір коштів через екоініціативи, депозити, благодійний мерч та внески від запрошених гостей.
У рамках співпраці з Music Saves Ukraine на фестивалях виступили:
- Pohoda Festival (Словаччина) — Lucas Bird, Go_A, Sounds of Ukraine
- DAS FEST (Німеччина) — KALUSH, Anna Aloka
- Positivus (Латвія) — OTOY, Love'n'joy
- 66 hodin (Словаччина) — Nina Eba, Morwan, Nastya Muravyova
- Sziget (Угорщина) — Monoconda, OTOY
- Hoffest (Німеччина) — MAVKA
- Superbloom (Німеччина) — Postman

#### Music Ambassadors Platform
У листопаді 2024 року UAME запустила освітню платформу Music Ambassadors Platform — серію онлайн-лекцій від іноземних фахівців музичної індустрії .
Серед лекторів платформи:
- Керолайн Вестендорп (Нідерланди) — комунікаційна менеджерка Within Temptation, з лекцією «Як розвивати свою фан-базу та побудувати глибший зв'язок із нею»
- Руперт Верекер (Велика Британія) — CEO DIY Music, видавець журналу DIY, з лекцією «Як готуватися до спілкування з медіа та знайти підхід до них»
- Томек Хоукс (Польща) — співзасновник лейблу Coastline Northern Cuts, букінг-менеджер фестивалю Up To Date, з лекцією «Як працюють відносини між артистом, лейблом та менеджером і роль A&R».

#### Документальний фільм «Битва мемів»
У грудні 2024 року за участі UAME вийшов документальний фільм «Битва мемів», присвячений ролі мемів в українському супротиві під час повномасштабної війни.
Ідея створення фільму виникла після позитивної реакції відвідувачів на стенд з українськими мемами на виставці See, Hear, Feel Ukraine у Ліверпулі, який привернув увагу відвідувачів. Фільм розглядає, як народна творчість впливає на політичну сферу, та як публікація в інтернеті може сприяти отриманню допомоги або вплинути на історичні події.
За словами президента UAME Олександра Санченка, фільм досліджує феномен гумору як частини української національної ідентичності та інструмента боротьби з агресією. У створенні стрічки взяли участь науковці України та інших країн.
Прем'єра фільму відбулася 5 грудня 2024 року на платформі Megogo, а також на YouTube-каналі проєкту.

### 2025

#### Music Ambassadors Platform: сезон 2
У березні 2025 року відбувся другий сезон освітньої платформи Music Ambassadors Platform, організований UAME за фінансової підтримки GVL. Програма включала три онлайн-лекції з синхронним перекладом українською мовою.
Серед лекторів другого сезону були:
- Крістіна Кляйна (Латвія) — незалежна музична менеджерка та A&R-спеціалістка, з лекцією «Ідеальний тандем: як будувати відносини артист-менеджер»
- Крістіна Остін і Анастасія Клочківська (Велика Британія) — букінг-агентка та музична координаторка United Talent Agency, з лекцією «Букінг артистів: як працюють агенції та агенти»
- Джеймс Друрі (Велика Британія) — редактор IQ Magazine та Barbican Guide, з лекцією «Індустрія змінюється: як не відстати від нових трендів?»

## Відзнаки та нагороди

### Take a Stand Award 2022
У січні 2023 року ініціатива Music Saves Ukraine разом із членами асоціації UAME та фестивалем Atlas отримала нагороду у номінації «Take a Stand» на церемонії нагородження European Festival Awards у Гронінгені (Нідерланди). Ця премія щороку відзначає політичну та соціальну діяльність європейських фестивалів, зокрема — за підтримку діалогу, толерантності, людяності та взаєморозуміння.

### GUNDA Nürnberg Popkulturpreis 2023
У жовтні 2023 року Music Saves Ukraine здобула нагороду в номінації Sustainability / Empowerment на церемонії GUNDA Nürnberg Popkulturpreis, яку щорічно проводить німецький фестиваль Nürnberg Pop.

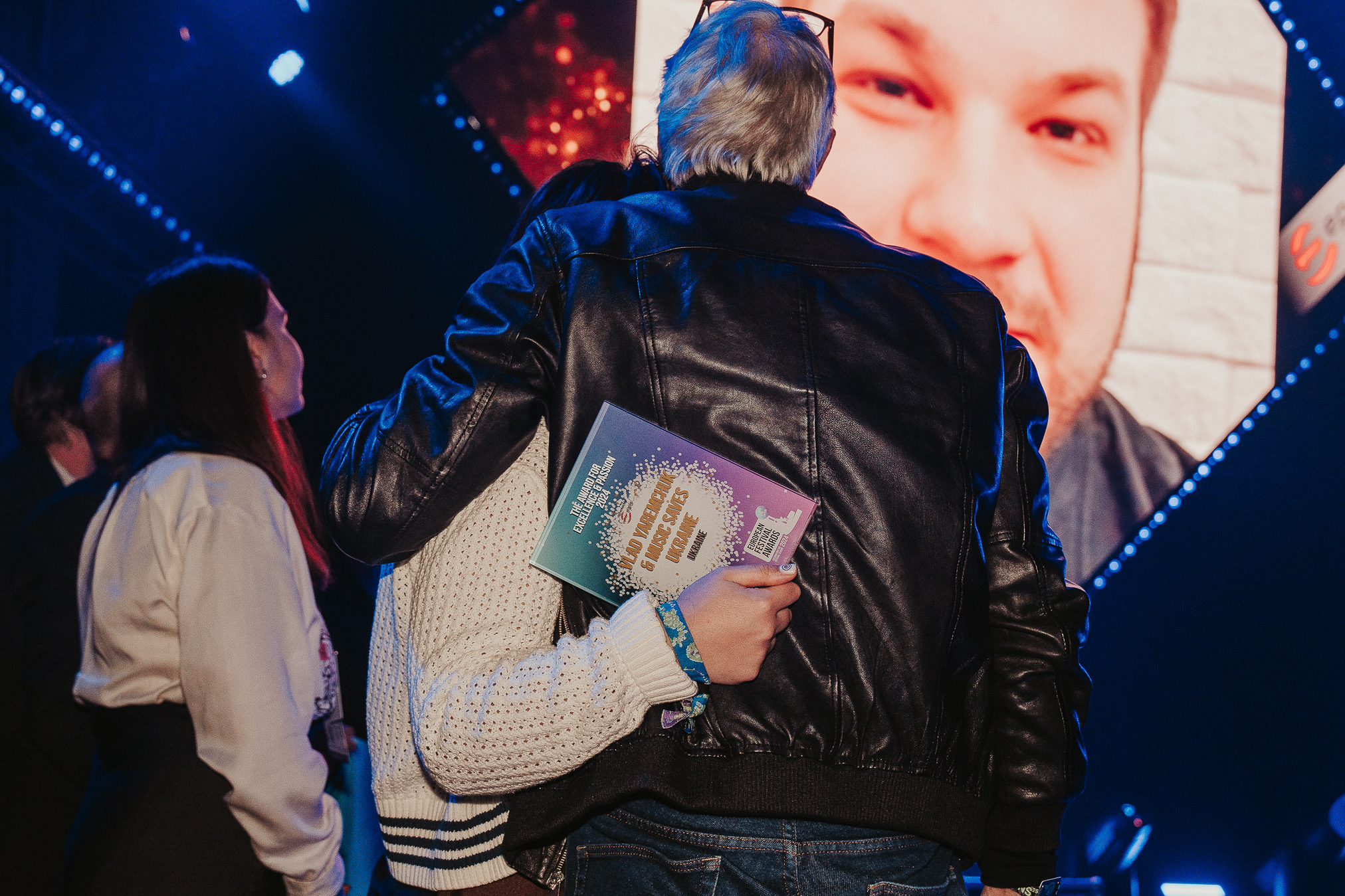
Excellence and Passion Award 2024

### Excellence and Passion Award 2024
У січні 2025 року команда UAME взяла участь у Eurosonic Noorderslag 2025, де отримала нагороду Excellence and Passion на European Festival Awards.
Представники UAME повідомили, що ця нагорода є для них жестом солідарності, дружби та подяки — і відзначенням співпраці з понад 80 європейськими подіями у 27 країнах.

## Міжнародні колаборації та підтримка артистів

### Ed Sheeran
Усі роялті за перший рік з випуску спільного треку гурту «Антитіла» та британського співака Еда Ширана на пісню «2Step» були передані гуманітарній ініціативи Music Saves Ukraine від UAME. Загальна сума склала понад 80 000 фунтів стерлінгів.

### Matoma
Норвезький діджей Matoma встановив білборди на шляху до фестивалю Coachella, оформлені в синьо-жовтих кольорах із закликом «Drop beats, not bombs» та посиланням на сайт Music Saves Ukraine, щоб привернути увагу до війни в Україні.

### Gojira

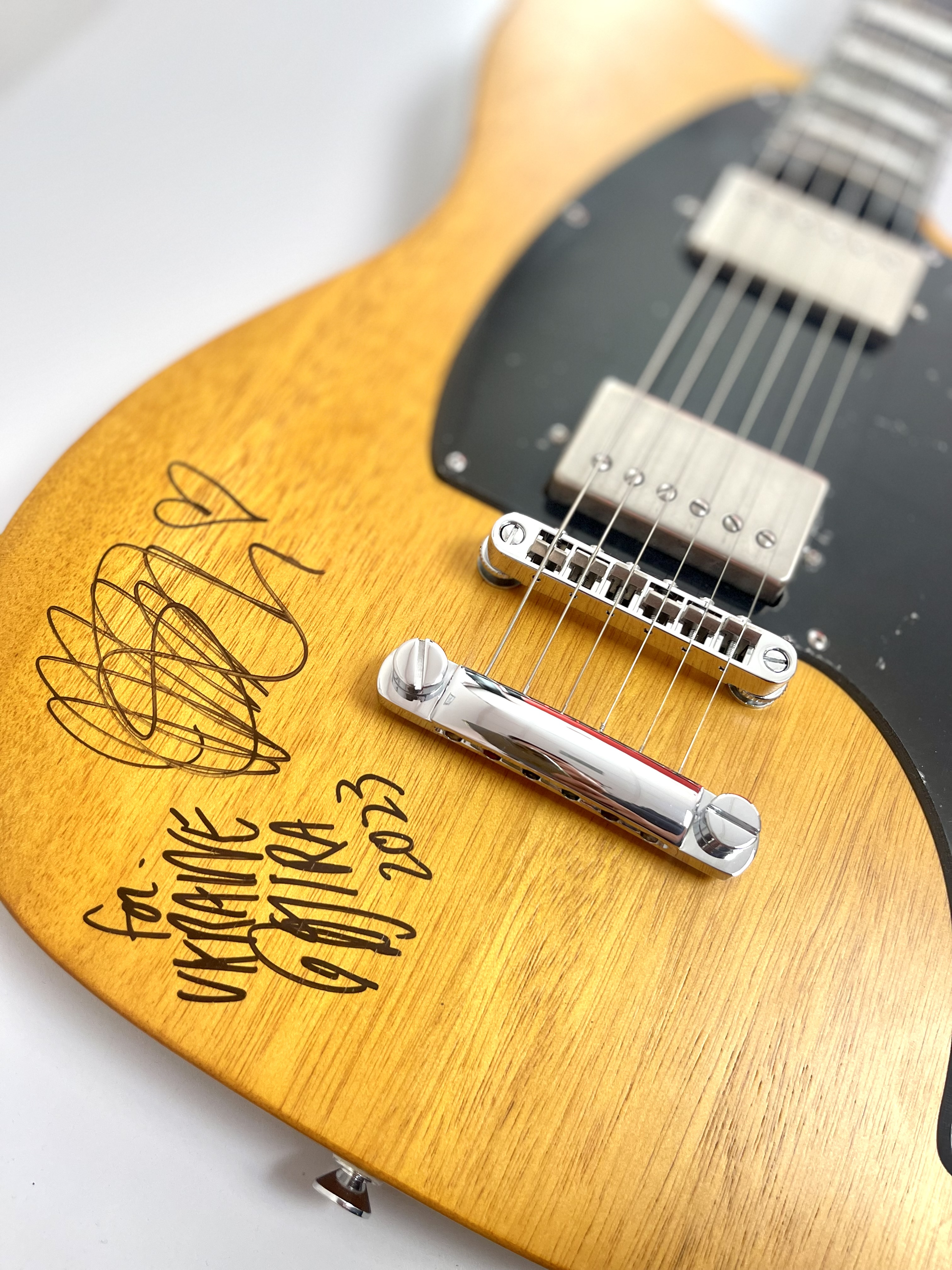
Гітара із автографом Джо Дуплантьє (Gojira), презентована команді UAME

Під час фестивалю Les Eurockéennes у 2023 році фронтмен гурту Gojira Джо Дюплантьє подарував команді UAME свою особисту гітару — модель Charvel "Joe Duplantier" з автографом, яку було продано на благодійному аукціоні за 3250 євро на користь Music Saves Ukraine.

### Within Temptation
Нідерландський гурт Within Temptation підтримує Україну з початку повномасштабного вторгнення. У березні 2024 року команда UAME організувала візит солістки гурту Шарон ден Адель до Києва, де вона знялась у відеокліпі до спільного синглу з українським артистом Алексом Ярмаком "A Fool's Parade". Усі роялті з пісні та відеокліпу направлятимуться ініціативі Music Saves Ukraine до закінчення війни (за менш ніж рік ця сума уже склала 10,000 євро) .